# Poul Jensen (Astronom)
Poul Jensen ist ein dänischer Astronom.
Während er am Brorfelde-Observatorium arbeitete, entdeckte er zahlreiche Asteroiden. Zwischen 1967 und 1969 assistierte er bei Positionsbeobachtungen mit dem 7"-Transit-Kreis des Observatoriums.
Er ist Mitentdecker (zusammen mit Carolyn Shoemaker) des Kometen Jensen-Shoemaker (1987g1). Im Jahre 2004 veröffentlichte er immer noch in den Minor Planet Circulars.
Der Asteroid (5900) Jensen wurde nach ihm benannt.